# Pakt Ribbentrop–Molotov

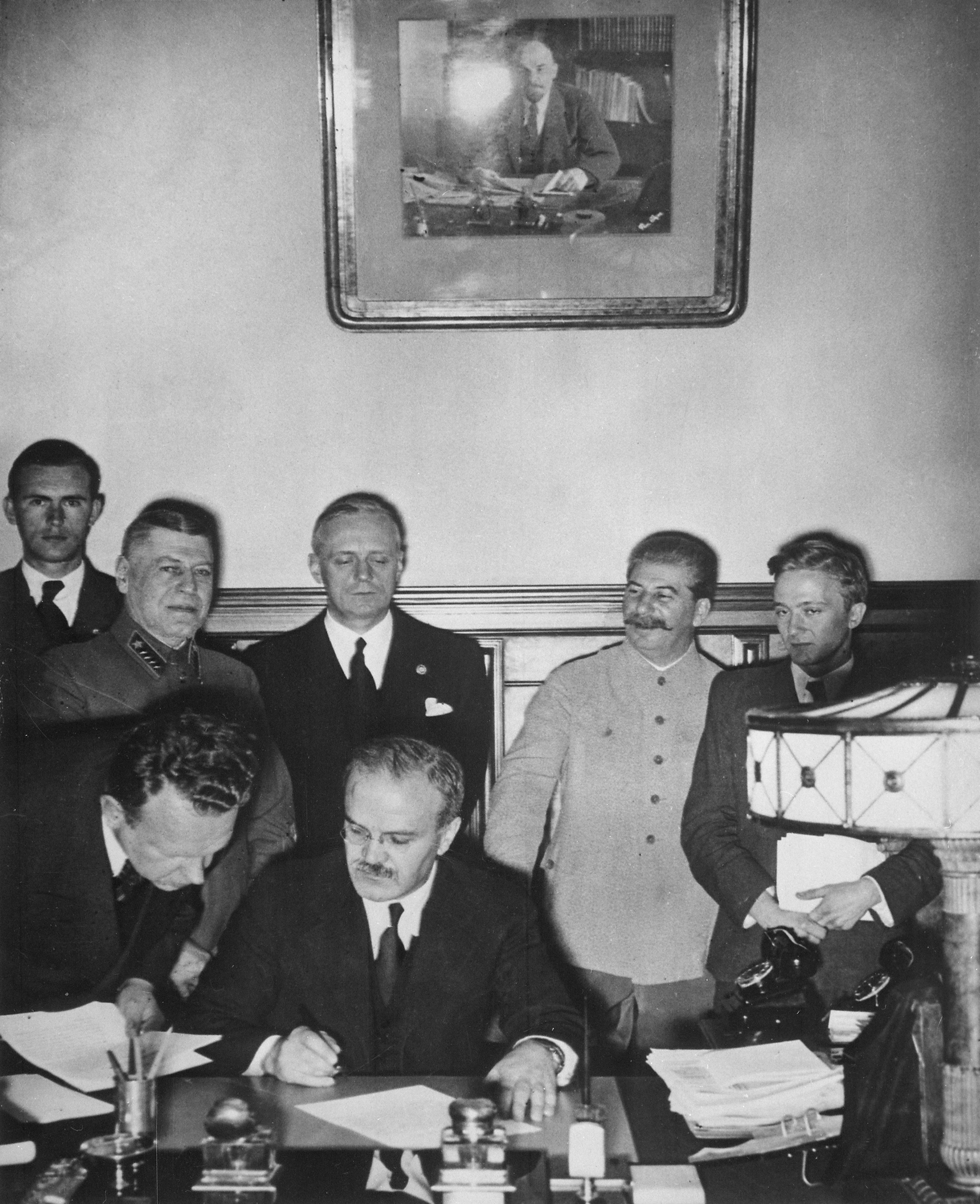
Molotov podepisuje německo-sovětskou smlouvu o neútočení. Za ním je vidět Ribbentrop (v černém) a Stalin (ve světlém, druhý zprava)

Pakt Ribbentrop–Molotov je smlouva o neútočení mezi nacistickým Německem a Svazem sovětských socialistických republik, podepsaná v Moskvě 23. srpna 1939. Pojmenování paktu vzniklo z příjmení dvou vyjednavačů: Hitlerova ministra zahraničních věcí Joachima von Ribbentropa a Vjačeslava Molotova, který byl lidovým komisařem (ministrem) zahraničí v stalinském Sovětském svazu. Ve smlouvě se obě strany zavázaly, že nepoužijí vojenskou sílu proti druhé straně a nespojí se s jejími nepřáteli. Smlouva znamenala zásadní obrat ve vztazích obou zemí a byla v podstatě dodržována až do 22. června 1941, kdy nacistické Německo napadlo Sovětský svaz (operace Barbarossa). Smlouvy o neútočení podepsané s nacistickým Německem nebyly v Evropě ojedinělé. Uzavření smlouvy předcházely smlouvy o neútočení Francouzsko-německá deklarace (1938) z prosince 1938, smlouva s Dánskem z května 1939, Lotyšskem a Estonskem z června 1939. Uzavření paktu také předcházelo jednostranné německé zrušení německo-polského paktu o neútočení dne 28. dubna 1939 (polsko-sovětský pakt o neútočení však byl stále v účinnosti a Sovětský svaz jej jednostranně porušil až svým vpádem do Polska 17. září 1939).
Pakt Ribbentrop–Molotov porušil řadu mezinárodních norem, smluv a dohod, včetně Pařížské smlouvy (Briandův–Kelloggův pakt) z roku 1928, sovětsko-polského paktu o neútočení z roku 1932, německo-polského paktu o neútočení z roku 1934, a odsoudil mezinárodní mír nastolený Versailleskou smlouvou k nezdaru, přičemž smířlivý přístup Západu k totalitním režimům znamenal, že rozhodnutí byla přijímána bez konzultací se státy střední a východní Evropy, což připravilo půdu pro vypuknutí druhé světové války.
Území připojená k Sovětskému svazu v letech 1939 a 1940 (Severní Bukovina, jižní Besarábie a Herca) jsou nyní součástí Ukrajiny. Polsku byla vrácena oblast kolem Białystoku a menší část Haliče východně od řeky San kolem Přemyšlu. Všechna ostatní území, ta anektovaná Finsku (Karélie, Petsamo), Estonsku (Ingrie a Petseri) a Lotyšsku (Abrene), zůstala součástí Ruské federace.
U příležitosti podepsání této smlouvy byly vedeny také tajné rozhovory obou zmocněnců, jejichž výsledkem bylo vymezení sfér vlivu v Evropě. Někdy se hovoří o tzv. „tajném dodatku“. Bylo ujednáno, že v Pobaltí bude hranice vlivu Německa a SSSR totožná s hranicí Litvy, tzn. že k Sovětskému svazu připadne Lotyšsko, Estonsko a Litva. Dále, že hranice v Polsku bude tvořena liniemi řek Narev, Visla a San, přičemž o existenci samostatného polského státu se mělo ještě jednat. Německá strana se vzdala vlivu v jihovýchodní Evropě, zatímco ruská strana deklarovala svůj zájem v Besarábii. Z jednání byl pořízen přísně tajný protokol podepsaný oběma vyjednavači. Existence tajného dodatku byla sovětskou vládou vehementně popírána až do roku 1989. Jedenáct dní po sovětské invazi byla mezi týmiž smluvními stranami uzavřena Smlouva o přátelství, spolupráci a vymezení demarkační linie, ve své době rovněž z větší části tajná. 
Po válce byl von Ribbentrop odsouzen za válečné zločiny a popraven. Molotov zemřel v roce 1986 ve věku 96 let. Vladimir Putin sice připustil, že pakt byl „nemorální“, zároveň jej ale obhajuje jako „nutné zlo“.

## Sovětsko-německé sbližování

### Sovětsko-německá spolupráce do příchodu Hitlera

Evropa v roce 1923 a změny hranic po první světové válce

Mírová smlouva, uzavřená ve Versailles vítěznými mocnostmi první světové války, odsunula poražené Německo a bolševické Rusko na okraj evropského dění. Oba státy proto v roce 1922 uzavřely v Rapallu smlouvu o obnovení diplomatických styků, zřekly se vzájemné náhrady válečných škod a zahájily hospodářskou a vojenskou spolupráci. Rusové získali moderní technologie, lokomotivy, stroje i těžké zbraně a Němci mohli v Rusku cvičit letectvo, tankové a dělostřelecké jednotky, což bylo ze strany Německa (SSSR ani jeho předchůdce účastníkem Versailleské smlouvy nebyl) porušením Versailleské smlouvy. Na smlouvu z Rapallu navázala Berlínská smlouva, která trvala ještě tři roky po nástupu Adolfa Hitlera k moci, až do roku 1936, kdy nebyla Berlínská smlouva dále prodloužena.
Původně rozvinutá spolupráce postupně značně poklesla, především z důvodu stále se zvyšujícího se izolacionismu stalinského režimu a současného zeslábnutí vojenské kontroly dodržování Versailleské smlouvy snížilo německou závislost na importu z SSSR, takže v roce 1934 sovětský import klesl na 223 milionů říšských marek, v roce 1927 činil 433 miliónů říšských marek.
Německá zahraniční politika začala ohrožovat nejen západní velmoci, ale také Sovětský svaz. Sovětský ministr zahraničí Maxim Maximovič Litvinov byl hlavním architektem smlouvy o vzájemné vojenské pomoci mezi Francií a Sovětským svazem z roku 1935, která byla reakcí na vzrůstající agresivitu nacistického Německa. O několik dní později byla uzavřena Československo-sovětská smlouva o vojenské pomoci, ta však byla vázána na podmínku, že v případě napadení Německem zasáhne vojensky i Francie. Nastalo krátké období sbližování mezi Velkou Británií, Francií a Sovětským svazem, které ovšem zásadně narušilo podepsání Mnichovské dohody. Sovětský svaz nebyl k jednání přizván (nebyl vítěznou mocností oprávněnou podle článku 86 Versailleské smlouvy v budoucnosti stanovit případná opatření k ochraně menšin na československém území, sovětský ministr zahraničí Litvinov v letech 1937 a 1938 opakovaně prohlásil, že Sovětský svaz v případě války i přes podepsanou spojeneckou smlouvu neposkytne Československu pomoc, neboť jeho armáda není na takovou operaci připravena, rovněž Hitlerova zuřivá antisovětská rétorika byla dalším z důvodů, proč se Británie a Francie rozhodly, že sovětská účast na Mnichovské konferenci bude nebezpečná a zbytečná). Stalin se začal obávat, že západní země připravují dohodu proti němu.
V říjnu 1938 prostřednictvím svých diplomatů Stalin potvrdil tehdejší závazek sovětské vojenské pomoci Československu za předpokladu francouzského zásahu. Problematická byla možná účinnost zásahu Rudé armády, která nemohla být přesunuta přes Polsko, se kterým byla jednání o možnostech průjezdu neúspěšná. Pro přechod přes Rumunsko nebyla do září 1938 podepsána konkrétní dohoda o výstavbě speciální železnice pro armádní tranzit.

### Polsko-německá jednání

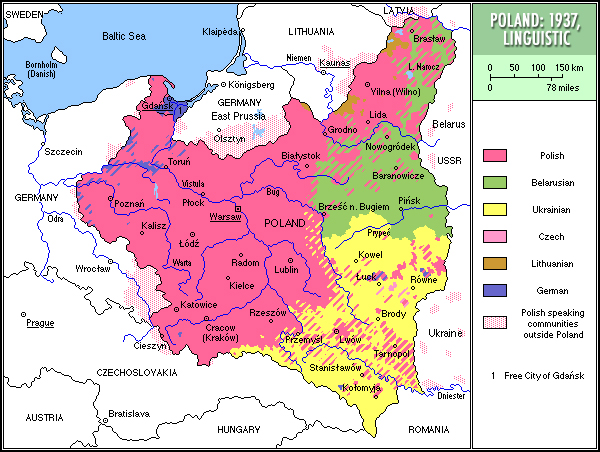
Jazyková mapa Druhé polské republiky v roce 1937

Polsko mělo s Německem uzavřenou smlouvu o neútočení z ledna 1934. 24. října 1938 se sešel ministr zahraničních věcí Joachim von Ribbentrop s polským velvyslancem v Německu Józefem Lipskim. Navrhoval úplné vyřešení všech sporných otázek mezi oběma zeměmi, obnovení vzájemné smlouvy výměnou za připojení svobodného města Svobodného města Gdaňsk k Německu a za povolení výstavby exteritoriální dálnice a železnice mezi Východním Pruskem a Německem přes polský koridor. Následovala celá řada německo-polských rozhovorů, které se konaly až do března 1939. Lipski pak do Varšavy mimo jiné hlásil: „…Možnou oblastí vzájemné spolupráce mezi oběma zeměmi je podle názoru německého ministra zahraničních věcí společná akce v záležitostech koloniálních a otázka emigrace Židů z Polska a rovněž společná politika ve vztahu k Rusku, založená na zásadách Paktu proti Kominterně…“.
5. ledna 1939 přijal Hitler v Berchtesgadenu polského ministra zahraničí Józefa Becka. Hitler hovořil o společných zájmech Německa a Polska ve vztahu k Rusku a dodal, že každá polská divize činná proti Rusku znamená ušetření odpovídající divize německé a zmíní důležitost existence silného Polska. Beck vyjádřil jen připravenost Polska vyvázat Gdaňsk zpod protektorátu Společnosti národů a podřídit jej polsko-německé svrchovanosti. Beckův postoj byl takový, že ač je Polsko protibolševicky naladěné, nebude se podílet na akcích proti SSSR. Zpravodajská služba SSSR měla o vyjednáváních a polsko-německých vztazích podrobné zprávy od svého agenta přímo na německém vyslanectví ve Varšavě.[zdroj?]
Polsko německé územní požadavky kategoricky odmítlo a v důsledku toho byla 28. dubna 1939 německo-polská smlouva o neútočení Hitlerem jednostranně vypovězena a Německo obnovilo své nároky v plné šíři. Oficiálním důvodem vypovězení bylo uzavření dohody mezi Polskem a Velkou Británií.

### Sovětská jednání se Západem
Ke změně postojů evropských mocností došlo 15. března 1939 po obsazení Čech a Moravy německými vojsky. Týž den vyzval Litvinov významné evropské státy k zahájení konference, která by se zabývala německou agresivní politikou v Evropě. 16. března vyzval Velkou Británii a Francii k jednání o smlouvě o vzájemné pomoci, ke které by se mohlo připojit i Polsko. Britský premiér Neville Chamberlain však jednání odmítl s tím, že je předčasné, a začal prosazovat myšlenku společného prohlášení Velké Británie, Francie, SSSR a Polska vůči ohrožení. Polsko toto prohlášení odmítlo podepsat. Jednání mezi SSSR a Velkou Británií probíhala od poloviny března do konce dubna 1939. Diskuze byla zaměřena na případné záruky pro země střední a východní Evropy pro případ německé agrese. SSSR navrhoval, aby politický obrat v pobaltských státech směrem k Německu představoval 'nepřímou agresi' vůči Sovětskému svazu. Británie se proti tomu postavila. Obávala se, že tato formulace by mohla ospravedlnit sovětskou intervenci ve Finsku a pobaltských státech nebo přimět tyto země k hledání užších vztahů s Německem. Diskuze o definici 'nepřímé agrese' se stala jedním z bodů, na kterém se politická jednání zastavila.
„16. dubna Sověti předložili oficiální návrh na vytvoření jednotné fronty pro společnou pomoc mezi Velkou Británií, Francií a SSSR… Nemůže být žádných pochyb…, že Británie a Francie měly přijmout ruskou nabídku.“ (Churchill, Winston. Druhá světová válka. Praha: Lidové noviny, 1992. str. 326)

V srpnu 1939 probíhalo v Moskvě plánované jednání tří stran (britsko-francouzsko-sovětské) o vojenských záležitostech, jehož cílem bylo definovat, jaká by měla být reakce těchto tří mocností na očekávanou německou agresi. Zatímco Britové a Francouzi chtěli vést celé jednání spíše v obecné rovině a nechtěli řešit konkrétní problematiku nasazení vojsk, Sověti byli díky svým zpravodajským službám velmi dobře informováni o tom, jaké jsou vyjednávací pozice a mantinely britské a francouzské delegace a měli naprosto jasnou představu, čeho chtějí dosáhnout. A to bylo, aby žádné dohody nebyly uzavřeny.
Počátkem srpna vydal Stalin pro hlavního vyjednávače, maršála Vorošilova, detailní směrnici, jak má vést rozhovory. Nejprve měl sovětský maršál prohlásit, že je zmocněn podepsat vojenské smlouvy a zeptat se svých protějšků, zda i oni mají stejné pravomoci. Zde se jednalo o past Sovětů, protože v předchozích jednání z 8. a 9. července požadoval Molotov, aby se vojenské smlouvy podepsaly až společně se spojeneckou úmluvou. Jakmile, by se Vorošilov dověděl, že tyto pravomoci nemají, měl "vyjádřit překvapení, rozhodit rukama a uctivě se zeptat, za jakým účelem je tedy vláda poslala do SSSR". V podobném duchu Stalinova směrnice pokračovala dál, Vorošilov měl svádět rozhovory na konkrétní věci u kterých se předpokládalo, že je západní mocnosti buď ještě nemají vyřešené a nebo je nebudou schopny garantovat, např. možnost průchodu sovětské armády skrz Polsko a Rumunsko. Hlavně v případě Polska bylo toto prakticky nesplnitelné, a to přesto, že britští a francouzští představitelé tlačili na Poláky, aby s touto možností souhlasili. Ti nakonec odmítli povolit vstup sovětských vojsk na polské území, kdy polský ministr zahraničí Józef Beck mimo jiné poukázal, že jakmile Rudá armáda vstoupí na jejich území, nemusela by ho už nikdy opustit. Vorošilov potom směrnici přesně naplňoval a nasměřoval tak celá jednání ke krachu.
Dne 21. srpna Sověti trojstranné vojenské rozhovory pozastavili. Tentýž den obdržel Stalin ujištění, že Německo by souhlasilo s tajnou částí navrhovaného paktu o neútočení, který definoval oblasti zájmu obou stran. Stalin obratem odpověděl, že souhlasí a že přijme německého ministra zahraničí Joachima von Ribbentropa 23. srpna.

### Německo-sovětská jednání
Od dubna do července 1939 sovětští a němečtí úředníci podávali řadu hlášení, týkající se potenciálu zahájení politických jednání, ovšem žádná skutečná jednání se prozatím nevedla. Německo tajně naznačovalo, že by sovětským diplomatům mohlo nabídnout lepší podmínky pro politickou dohodu než Británie a Francie. V květnu Stalin nahradil komisaře Maxima Litvinova, který byl považován za příliš prozápadního a který byl navíc žid, Vjačeslavem Molotovem. Na konci července a na začátku srpna 1939 se dohodli sovětští a němečtí představitelé na většině podrobností plánované hospodářské smlouvy a začali řešit potenciální politickou dohodu, kterou Stalin nechtěl uzavřít dříve, než bude dohodnuta hospodářská část. První verzi politické dohody, tedy dělení Polska mezi obě mocnosti, předalo Německo Sovětskému svazu 3. srpna. Sovětský svaz se však k této dohodě zachoval chladně. Druhou, rozšířenou verzi, pak Německo předalo 17. srpna večer. Stalin si však vymínil, že nejprve musí být podepsána ekonomická část dohody. 19. srpna byla proto německo-sovětská obchodní dohoda podepsána. Stalin dále určil, že německého komisaře, pokud Německo přijme ekonomickou část dohody, přijme 26. srpna kvůli podpisu politické části dohody.
Ve stejné době německý velvyslanec v Moskvě von Schulenburg dojednává se sovětským lidovým komisařem pro zahraniční věci Maximem Litvinovem, že se tisk a rozhlas obou zemí na příště zdrží kritiky Hitlera a Stalina.

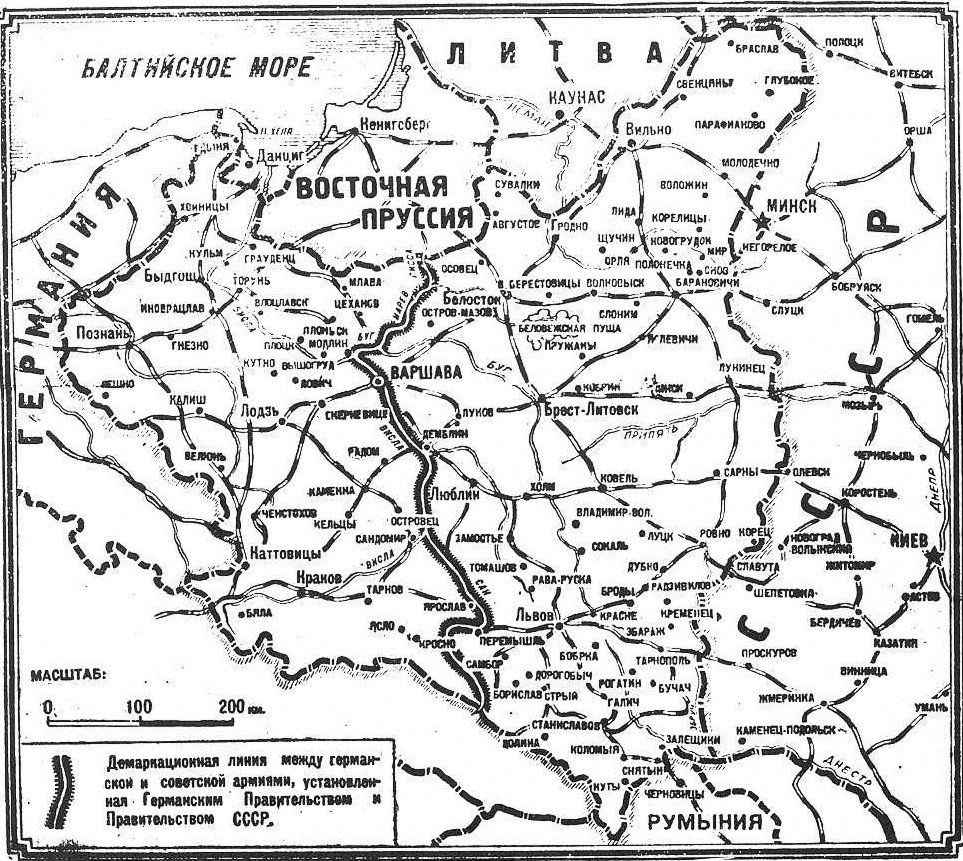
Mapa rozdělení Polska dle Paktu

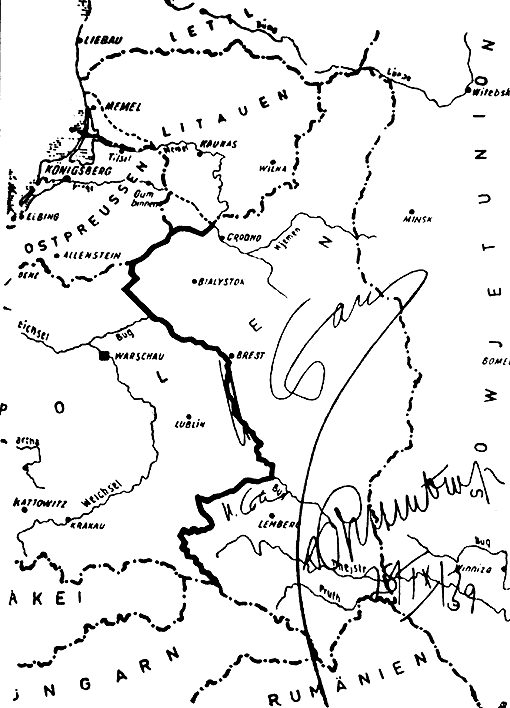
Mapa rozdělení Polska po korekci z 28. září 1939

## Uzavření smlouvy

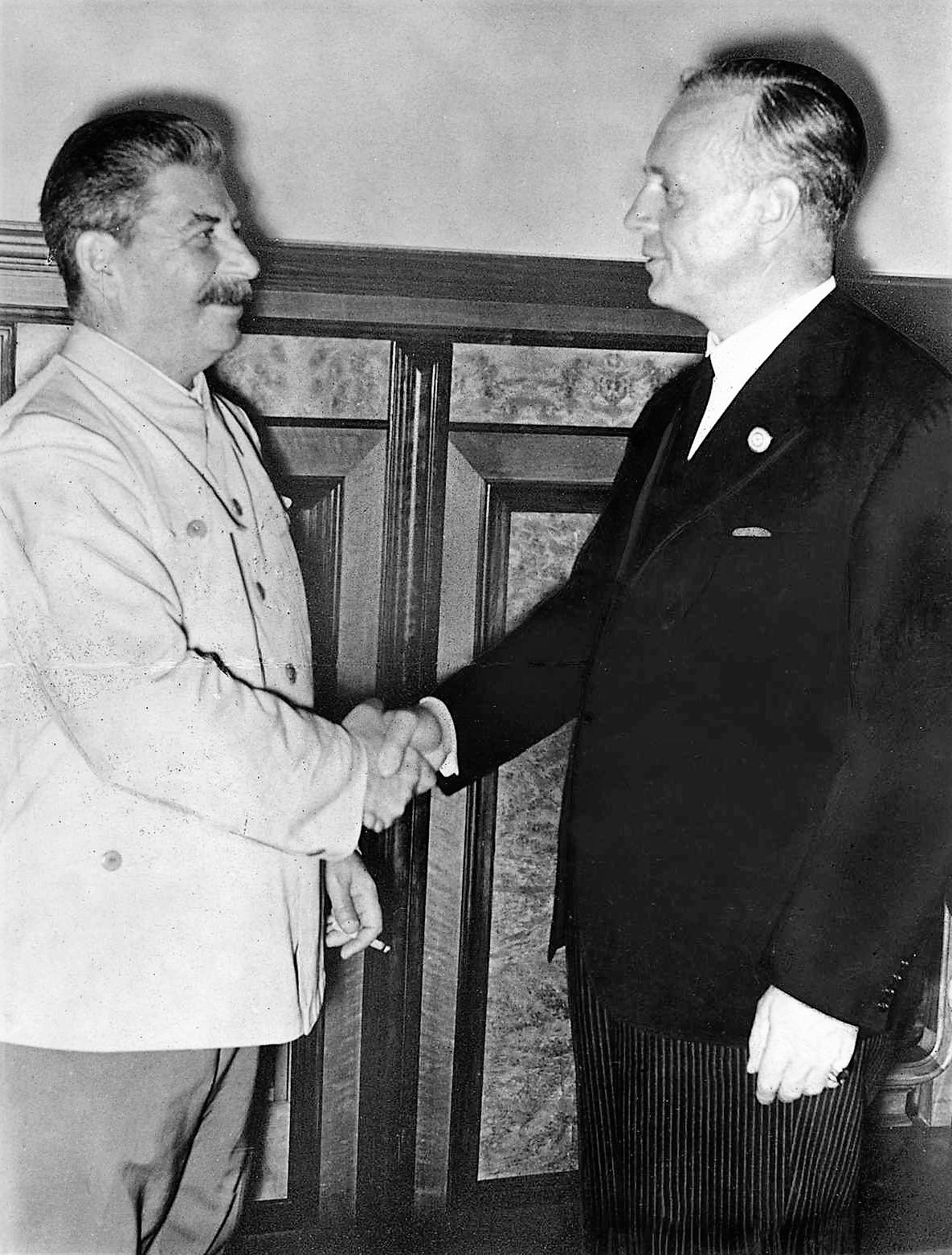
Stalin a Ribbentrop v Kremlu

Brzy po poledni 23. srpna přiletěl do Moskvy německý ministr zahraničí Ribbentrop. Po krátkém odpočinku došlo k závěrečnému jednání mezi oběma stranami a ve dvě ráno, tedy už 24. srpna, byl Pakt Ribbentrop–Molotov podepsán.
Záležitost smlouvy o neútočení byla v podstatě formalitou, Stalina spíše zajímala otázka vymezení sfér vlivu v Evropě. Přál si obnovit rozsah území Ruska v hranicích původního carského impéria, tedy především tam, kde o něj Rusko přišlo ve 20. letech v důsledku Brestlitevského míru a sovětsko-polské války. Bylo dojednáno, že v Pobaltí bude hranice vlivu Německa a SSSR totožná se severní hranicí Litvy, tzn. že k Sovětskému svazu připadne Lotyšsko, Estonsko a Finsko. Dále, že hranice v Polsku bude tvořena liniemi řek Narew, Visla a San, přičemž o existenci samostatného polského státu se mělo ještě jednat. Německá strana se vzdala vlivu v jihovýchodní Evropě, zatímco sovětská strana deklarovala svůj zájem v Besarábii. Z jednání byl pořízen přísně tajný protokol podepsaný oběma vyjednavači.
Na zasedání Nejvyššího sovětu, které se konalo v Moskvě 31. srpna 1939, Molotov zahájil sérii proněmeckých projevů:
Všichni víme, že vztahy mezi Sovětským svazem a Německem byly napjaté od té doby, co nacisté přišli k moci. Nemusíme se zdržovat při těchto neshodách, ty jsou vám, soudruzi poslanci, i tak dostatečně známé. Ale jak řekl 10. března soudruh Stalin, „jsme pro obchodní styky se všemi státy“, a zdá se, že v Německu správně pochopili prohlášení soudruha Stalina a vyvodili správné závěry. Na 23. srpen je třeba se dívat jako na datum velké historické důležitosti. Je bodem obratu v dějinách Evropy, a nejen Evropy. Ještě nedávno dělali němečtí nacisté zahraniční politiku, která byla vůči Sovětskému svazu zásadně nepřátelská. Ano, až donedávna Sovětský svaz a Německo byli nepřáteli v oblasti zahraniční politiky. Situace se nyní změnila a my jsme přestali být nepřáteli [...]
Zvláště někteří francouzští a britští socialističtí vůdcové ostře odsoudili tuto dohodu. Tito lidé jsou rozhodnuti, že Sovětský svaz musí bojovat proti Německu na straně Británie a Francie. Člověk by si skutečně mohl myslet, zda se tito váleční štváči nepomátli.(Smích.)
Podle sovětsko-německé dohody Sovětský svaz není povinný bojovat ani na britské, ani na německé straně. Sovětský svaz sleduje svou vlastní politiku, kterou určují zájmy lidu Sovětského svazu a nikoho jiného. (Bouřlivé ovace.)
Jestliže mají tito pánové takovou neodolatelnou touhu jít do války, ať tedy jdou do války sami, bez Sovětského svazu. (Smích a potlesk.)
Uvidíme, jací z nich budou bojovníci. (Bouřlivý smích a potlesk.)

V září 1939 dostala Kominterna nové instrukce a bleskurychle skončila s dosavadní protifašistickou a protinacistickou rétorikou a začala popisovat válku v Evropě jako záležitost imperialistických tendencí kapitalistických zemí. Stejně byli instruováni komunisté v západních zemích: od podpory zajištění kolektivní bezpečnosti v Evropě začali najednou obviňovat Británii a Francii z přípravy války. J. V. Stalin ve svém rozhovoru v sovětském tisku v listopadu 1939 prohlásil, že nikoliv Německo napadlo Francii a Anglii, ale že naopak Francie a Anglie napadly Německo, čímž na sebe převzaly zodpovědnost za rozpoutání války.
25. srpna 1939 dojde k podpisu Dohody o vzájemné pomoci mezi Velkou Británií a Polskem, kde se uvádí:
"…druhá smluvní strana poskytne neodkladně smluvní straně nacházející se ve válečném stavu všemožnou pomoc a podporu, které jsou v její moci."

## Následky smlouvy
1. září 1939 Německo zaútočilo na Polsko. Sovětský svaz zahájil invazi o 17 dní později, den po dohodě o klidu zbraní s Japonskem. Jedenáct dní po sovětské invazi byl tajným dodatkem pakt upraven na Německo-sovětskou smlouvu o přátelství a spolupráci. Německu připadla větší část Polska, než bylo dohodnuto, a naopak Litva (s výjimkou levého břehu řeky Scheschupe (Šešupė) přešla do sovětské zóny. Ve Lvově a Brestu se konaly společné vojenské přehlídky.

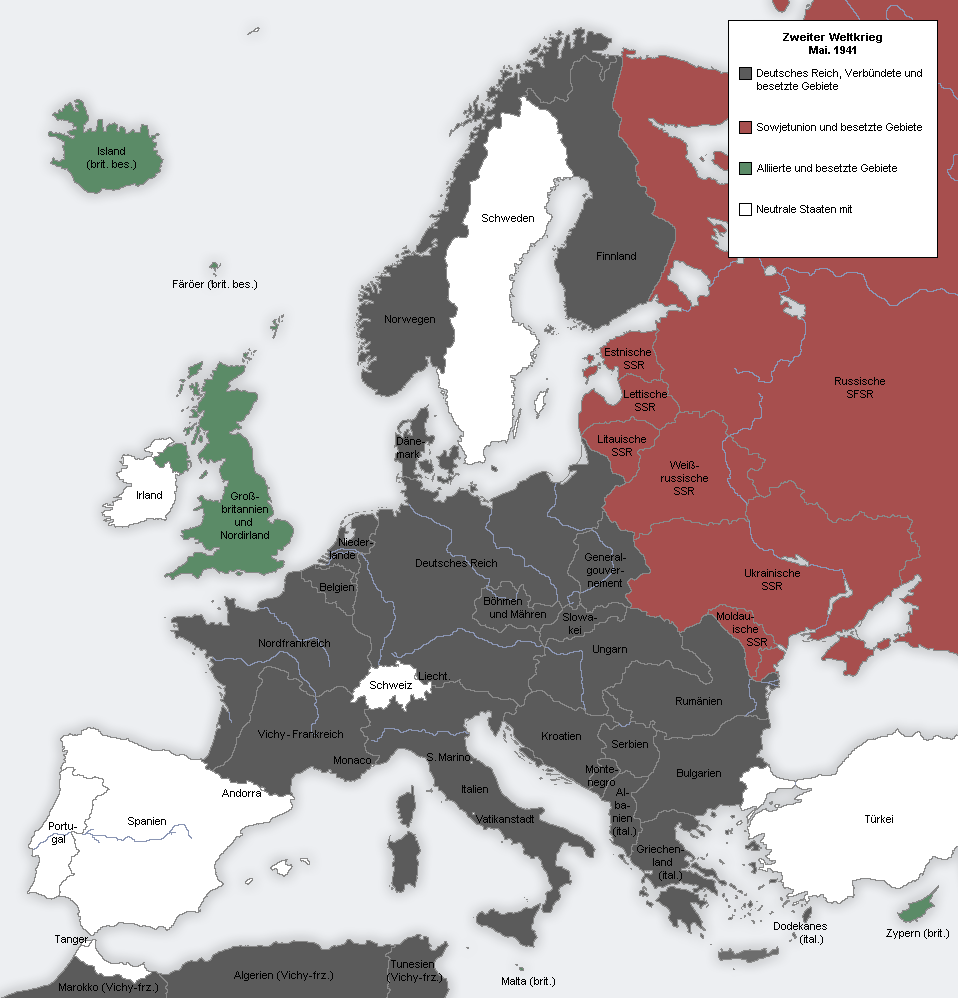
Mapa Evropy před útokem na Sovětský svaz v roce 1941

Po kapitulaci polské armády byl nařízením Hitlera zřízen v centrální části Polska tzv. Generální gouvernement, zbylé části (Pomoří, Velkopolsko, Slezsko, Kujavsko, západní Mazovsko a části vojvodství Lodžského, Krakovského a Kieleckého) byly přičleněny přímo k Třetí říši. Východní části Polska byly formálně přičleněny k Ukrajině a Bělorusku, Vilnius a jeho okolí získala zpět Litva, prakticky se všechna tato území stala součástí SSSR.
SSSR poté začal naplňovat další body tajného dodatku smlouvy. Výsledkem sovětského útoku proti Finsku, kde plány na obsazení celého území zhatil nečekaně silný odpor Finů, se stal tzv. Moskevský mír z března 1940, v němž bylo Finsko nuceno vzdát se Karelské šíje a části východní Karélie. Finsko si ale udrželo nezávislost, i když omezenou. Pobaltské země, Estonsko, Lotyšsko a Litva nedostaly jinou možnost, než podepsat tzv. Smlouvu o obraně a vzájemné pomoci, která povolila Sovětskému svazu umístění vojenských základen na jejich území. V roce 1940 SSSR postupně anektoval pobaltské státy (za pomoci komunistických stran těchto zemí) a Rumunsko bylo nuceno odstoupit Besarábii, na jejímž území vznikla Moldavská SSR.
V prosinci 1939 SSSR uzavřel Československé velvyslanectví v Moskvě a potvrdil svůj odmítavý postoj k obnově Československa.
Gestapo a NKVD si začaly vyměňovat své politické vězně. V německých věznicích ocitla i řada německých komunistů, kteří do SSSR uprchli před nacisty.
Po uzavření sovětsko-německého paktu o neútočení se začaly normalizovat i vztahy s Japonskem, se kterým v roce 1941 uzavřelo SSSR Pakt o neútočení.
Německo mělo otevřené dveře k invazi do západní a severní Evropy. Hospodářské dohody mu zajistily přísun strategických surovin a Sovětskému svazu zajistily dodávky strojů a zařízení. Došlo také ke spolupráci na vojenské úrovni, Německu byla zapůjčena tajná ponorková základna západně od Murmansku.

Sféry vlivu podle paktu 1939, vpravo skutečné hranice v roce 1940

## Hospodářská spolupráce
V reakci na sovětský útok proti Finsku a spolupráci s Německem zmrazila Velká Británie své obchodní vztahy se Sovětským svazem, USA reagovaly embargem na dodávky vojenského materiálu. Pouze Německo, které bylo do roku 1932 nejdůležitějším obchodním partnerem SSSR, bylo ochotné dodávat stroje, průmyslová zařízení a vojenskou techniku do Sovětskému svazu.
Hospodářské vztahy obou států se zásadně změnily na základě smlouvy o úvěru ze dne 19. srpna 1939 a dvou hospodářských smluv z 11. února 1940 a 10. ledna 1941. Zatímco v roce 1939 se německo-sovětská obchodní spolupráce dosáhla za období mezi světovými válkami svého minima ve výši 61 milionů říšských marek, v roce 1940 už činil celkový obrat 600 milionů říšských marek a vrcholu dosáhla v první polovině roku 1941, kdy činila cca 425 milionů říšských marek.
Německo dodávalo převážně průmyslové zařízení a stroje, včetně asi 6500 obráběcích strojů pro sovětský válečný průmysl. Navíc ale Sovětský svaz obdržel ukázky nejnovějších zbraní, včetně 23 vojenských letadel, lodních děl i celého nedokončeného křižníku Lützow. Sovětský svaz se stal hlavním dodavatelem surovin Německé říše, odříznuté z důvodu britské blokády od světového trhu. Sovětský vývoz zahrnoval kukuřici, bavlnu, manganovou rudu, chrom, fosfát, azbest a dřevo, dále rovněž 1,7 milionu tun obilí a 1 milionu tun paliva. Sovětský svaz také umožnil Německé říši používat transsibiřskou magistrálu pro obchod se Středním a Dálným východem.
Na jaře roku 1940 se spolupráce z německé strany zadrhla. Po sovětských protestech se ujal iniciativy Hermann Göring a založil Mezirezortní komisi pro obchod s Ruskem a obchod se postupně znovu rozběhl, i když s problémy.
Po německém útoku na Francii dne 10. května 1940 se dodávky sovětských surovin rapidně zvýšily. Sovětský svaz prodával Německu palivo a kukuřici za dumpingové ceny i přesto, že německé dodávky vázly. To způsobilo problémy na sovětsko-německé hranici, neboť Reichsbahn měly velké potíže toto obrovské množství přeložit a odvézt.
Hitler začal připravovat útok proti SSSR, současně ovšem uzavřelo ministerstvo hospodářství 10. ledna 1941 se Sovětským svazem další ekonomickou dohodu. Sovětský svaz nyní preferoval dodávky obráběcích strojů a hliníku. Vzhledem k tomu, že Stalin byl stále ochoten spolupracovat, se Ribbentrop a Göring marně snažili přesvědčit Hitlera, aby útok na Sovětský svaz zrušil nebo alespoň odložil. V květnu 1941 dodal Sovětský svaz 5 000 tun indického kaučuku, což zásadním způsobem vyřešilo kritický nedostatek pneumatik, potřebný pro operaci Barbarossa. Ještě v době, kdy se vojáci Wehrmachtu chystali na východě k útoku na Sovětský svaz, přejížděly hranici vlaky s nákladem obilí směrem na západ.

### Objev tajného dodatku
Německý originál tajných protokolů byl pravděpodobně zničen při bombardování Německa. Koncem roku 1943 však Ribbentrop nařídil, aby ty nejtajnější záznamy německého Zahraničního úřadu od roku 1933 v rozsahu asi 9 800 stran byly přefoceny na mikrofilm. Když byly na konci války různé útvary ministerstva zahraničí evakuovány z Berlína, byly tyto kopie mikrofilmů svěřeny státnímu úředníkovi Karlu von Loeschovi, který pracoval pro hlavního tlumočníka Paula Otto Schmidta. Von Loesch dostal rozkaz tajné dokumenty zničit, ale rozhodl se kovovou nádobu s mikrofilmy zakopat jako svou osobní pojistku pro budoucnost. V květnu 1945 oslovil von Loesch britského poručíka Roberta C. Thomsona s žádostí o předání osobního dopisu Duncanovi Sandysovi, Churchillovu zeti. V dopise von Loesch uvedl, že ví o místě uložení dokumentů, ale na oplátku očekává privilegované zacházení. Plukovník Thomson a jeho americký protějšek Ralph Collins souhlasili s převezením von Loesche do Marburgu v americké okupační zóně, pokud ten předá mikrofilmy. Mezi dokumenty na mikrofilmech byly následně objeveny v srpnu 1945 zaměstnancem ministerstva zahraničí Wendellem B. Blanckem, vedoucím speciálního útvaru "Využití německých archivů" (EGA) také obě části protokolu.
Smlouva byla zveřejněna ve Spojených státech 22. května 1946. Následně se stala součástí oficiálního ministerského sborníku Nacisticko-sovětské vztahy 1939-1941, vydané v USA v lednu 1948. Rozhodnutí publikovat klíčové dokumenty o německo-sovětských vztazích, včetně smlouvy a protokolu, padlo již na jaře 1947. V listopadu 1947 prezident Truman publikaci osobně schválil, ale vzhledem ke konferenci ministrů zahraničních věcí v Londýně, která byla naplánována na prosinec, bylo vydání pozdrženo. Ale jednání na této konferenci se z amerického hlediska nejevila konstruktivně a tak byl sborník odeslán do tisku. Publikace protokolů se dostala do titulků novin po celém světě.

### KnihaFalsifikátoři dějina popírání existence tajných dodatků
I přes zveřejnění kopie v západních médiích bylo oficiální politikou Sovětského svazu popírání existence tajného protokolu. Existence tajného protokolu byla oficiálně přiznána až roku 1989. Vjačeslav Molotov, jeden ze signatářů, až do své smrti kategoricky odmítal jeho existenci. Francouzská komunistická strana neuznávala existenci tajného protokolu až do roku 1968, kdy došlo k destalinizaci strany.
V reakci na publikaci tajných protokolů a jiných tajných německo-sovětských smluv a dokumentů vydalo sovětské ministerstvo zahraničí knihu Falzifikátoři dějin, kde se tvrdí, že během podpisování Paktu Stalin odmítl Hitlerův požadavek podílet se na rozdělení světa na sféry vlivu, a naopak zmínky o jednáních o vstupu SSSR do Osy zcela opomíjí.
Kniha také tvrdila, že Mnichovská dohoda byla „tajnou dohodou“ mezi Německem a Západem a „velmi důležitou fází v jejich politice zaměřené na boj proti Sovětskému svazu.“
Tato verze přetrvávala v historických studiích, oficiálních vyjádřeních, memoárech a učebnicích vydávaných v Sovětském svazu a celém východním bloku prakticky až do rozpadu Sovětského svazu v roce 1991. Po desetiletí byla oficiální politikou Sovětského svazu popírat existenci tajného protokolu sovětsko-německého paktu.
Michail Gorbačov, Alexandr Nikolajevič Jakovlev vytvořili komisi zkoumající existenci takového protokolu. V prosinci 1989 komise dospěla k závěru, že protokol existoval a svá zjištění přednesli na Kongresu lidových zástupců Sovětského svazu. Kongres schválil prohlášení potvrzující existenci tajných protokolů, jejich odsouzení a vypovězení. Oba nástupnické státy smluvních stran (Spolková republika Německo a Sovětský svaz) následně prohlásily tajné protokoly neplatné od okamžiku, kdy byly podepsány. Spolková republika Německo 1. září 1989 a Sovětský svaz 24. prosince 1989, po přezkoumání mikrofilmu německých originálů.
Sovětská kopie původního dokumentu byla odtajněna v roce 1992 a publikována ve vědeckém časopise počátkem roku 1993.